# Битва в Вислинском заливе (1463)
Битва в Вислинском заливе (пол. Bitwa па Zalewie Wiślanym) — морское сражение в ходе Тринадцатилетней войны (1454—1466). Бой состоялся 15 сентября 1463 между военно-морскими флотами Тевтонского ордена и флотом Прусского союза, который находился в союзе с королём Польши. Флот ордена потерпел поражение. Битва стала крупнейшим морским сражением войны и одним из двух сражений (наряду с Битвой при Сьвецино), которые решили окончательный исход конфликта.

## Предпосылки
Великий магистр Тевтонского ордена Людвиг фон Эрлихсхаузен отправился во главе флота Тевтонского ордена, чтобы прийти прийти на помощь замку Меве. Эта крепость на западном берегу Вислы в июле 1463 года была осаждена польскими войсками. Тевтонские рыцари сумели собрать 44 корабля в районе Кёнигсберга. В основном это были рыбацкие шхуны. Также имелось несколько галер. Всего на кораблях отправилось 2500 человек, из которых 1000 были моряками и слугами, а ещё около 1500 — воинами.
Магистр собирался переплыть Вислинский залив с севера на юг, чтобы дальше плыть в дельте Вислы по её правому рукаву — реке Ленивке.
Сбор воинов и кораблей занял значительное время. О планах магистра по отправке орденского флота успели узнать лидеры Прусского союза. Они решили действовать на опережение и отправить навстречу свои корабли.

## Битва
Для командования флотом Прусского союза были наняты опытные каперы Винсент Штолее и Мэтью Колменер (оба из Данцига), а также Якоб Фохс из Эльбинга. Некоторую военную поддержку этой флотилии оказал польский король Казимир IV.
Изначально у моряков Данцига, которые решили отправиться на бой с тевтонской флотилией, было всего десять «сниксов» (лёгких парусных кораблей, которые активно использовали купцы для плавания по Балтийскому морю в XV веке). Общая численность воинов составила пять сотен человек. Их основным вооружением были арбалеты и аркебузы.
Кроме всего прочего лидеры Прусского союза приказали потопить несколько галер при впадении Ленивки в Вислинский залив. Это должно было задержать врага на пути к главному руслу Вислы. И действительно, натолкнувшись на препятствие, фон Эрлихсхаузен остановился на достаточно долгое время. Эта задержка позволила кораблям Эльбинга присоединиться к флотилии из Данцига. Теперь против флота Тевтонского ордена могло действовать уже около 30 кораблей разных типов, а также от 600 до 700 вооружённых людей и примерно такое же количество моряков.
Понимая риск морской битвы против Прусского союза, фон Эрлихсхаузен приказал отступить обратно в глубину Вислинского залива. Его корабли собрались близко к берегу. Но корабли Гданьска и Эльбинга нагнали врагов и построили свой объединённый флот для атаки в форме серпа.
В начавшейся битве орден оказался разгромлен. Флотилия Прусского союза хоть и уступала по числу кораблей флоту ордена, но её моряки были гораздо опытнее. Умело управляя парусами они не дали создать плотный строй врагам. Кроме того, несколько орденских судов сели на мель. В итоге корабли ордена оказались либо потоплены, либо были вынуждены сдаться. Лишь немногим, включая Великого магистра, удалось спастись бегством и вернуться в Кёнигсберг. В битве погибло несколько сотен воинов ордена, а ещё 550 человек оказались захвачены в плен. Среди них —  Ханс Хецель, глава комтурства Мемеля.

## Последствия
Поражение в битве имело тяжёлые последствия для Тевтонского ордена.Тевтонский флот перестал существовать как отдельная сила. Контроль над Вислинским заливом захватили эскадры Прусского союза. Кёнигсберг оказался отрезан от возможности вести морскую торговлю и получать подкрепления со стороны Балтики.
В самом начале 1464 года перед польской армией капитулировал гарнизон замка Меве, который так и не дождался подкреплений. После этого оказалось крайне затруднено сухопутное сообщение между Кёнигсбергом и его союзниками на западе.
Ряд наёмников, находившихся на службе ордена, в том числе Бернард Шумборский, покинули тевтонцев и подписали сепаратный мирный договор с  польским королём.
Инициатива в боевых действиях полностью перешла к поляки и их союзникам. Орден ещё некоторое время пытался сопротивляться, но вскоре был вынужден пойти на мирные переговоры. В 1466 году война закончилась подписанием Второго Торуньского мира. Согласно достигнутым соглашениям Орден терял контроль над многими городами, включая Данциг и Эльблонг, которые отныне вошли в состав частью  Польского королевства.